# Basilique Sainte-Clotilde de Reims
Pour les articles homonymes, voir Basilique Sainte-Clotilde.
La basilique Sainte-Clotilde de Reims est une basilique mineure catholique érigée par le pape Léon XIII située au cœur du quartier Sainte-Anne de Reims.

## Histoire
Elle est élevée en 1896 par l'architecte rémois Alphonse Gosset (1835–1914) pour le quatorzième centenaire du baptême du roi Clovis. Placé sous le vocable de sainte Clotilde, cet édifice de style néo-byzantin – en forme de croix grecque et surmonté d'une coupole – rend hommage à l'épouse de Clovis qui fut à l'origine de la conversion du roi des Francs. L'édifice s'inspire de la basilique Saint-Pierre de Rome et de l'église Saint-Augustin de Paris.

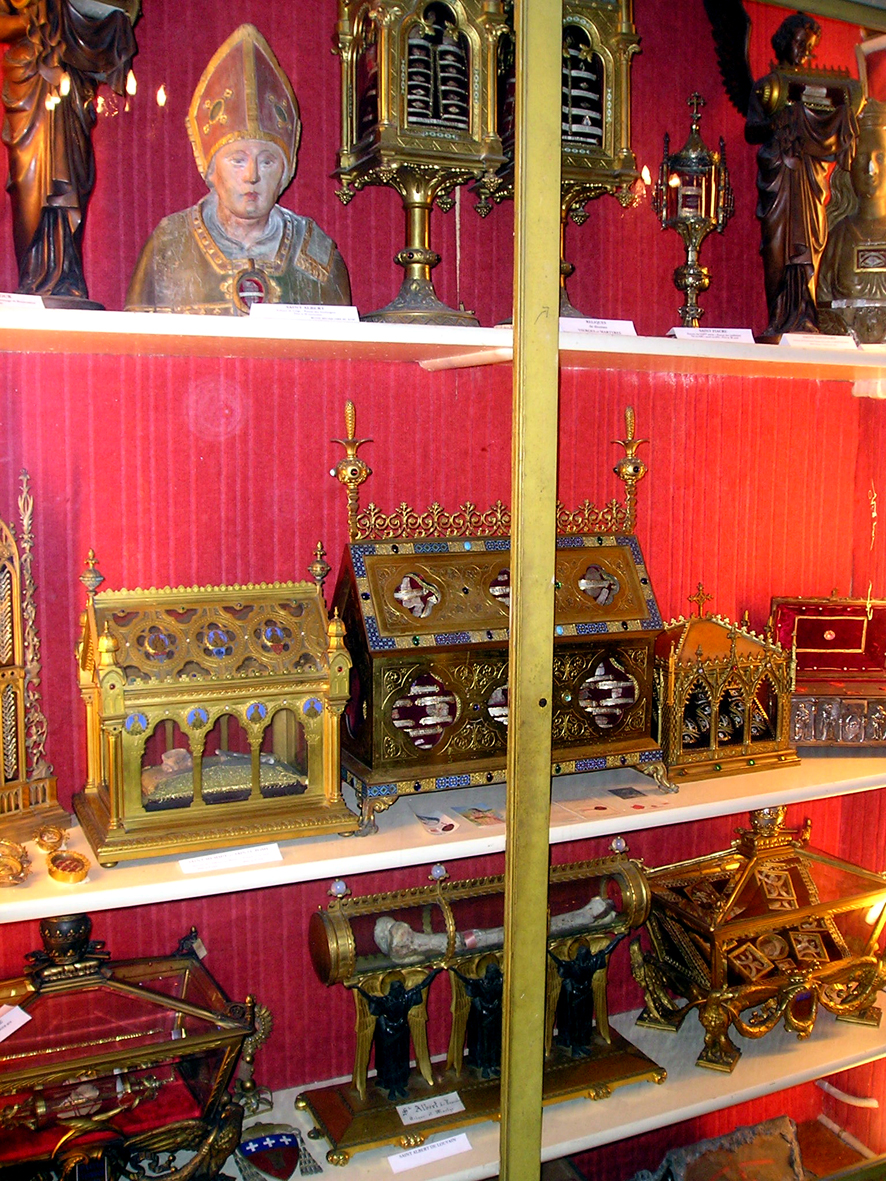
L'une des cinq vitrines visibles dans la crypte de la basilique.
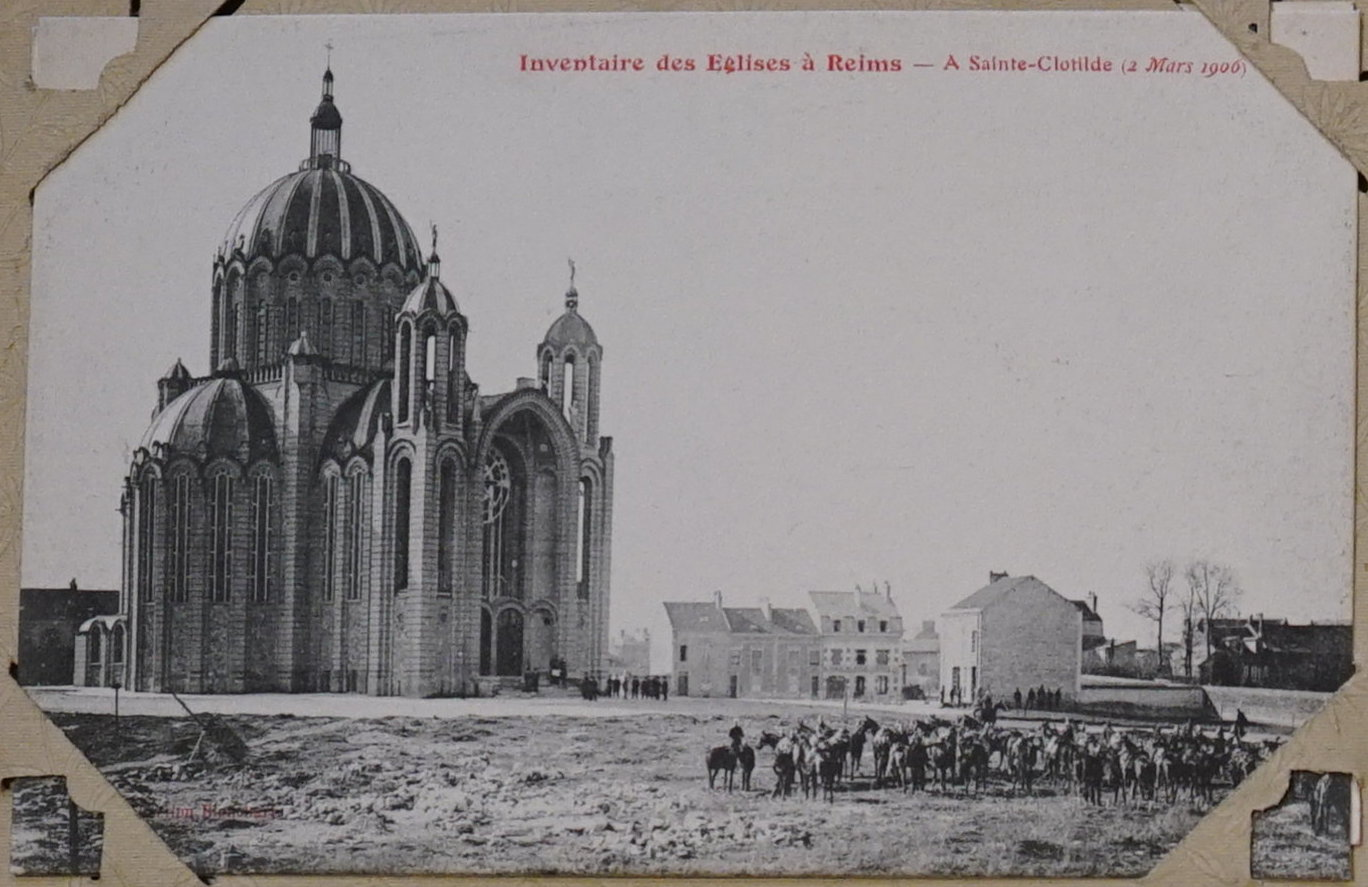
Le 2 mars 1906 lors de la querelle des Inventaires.
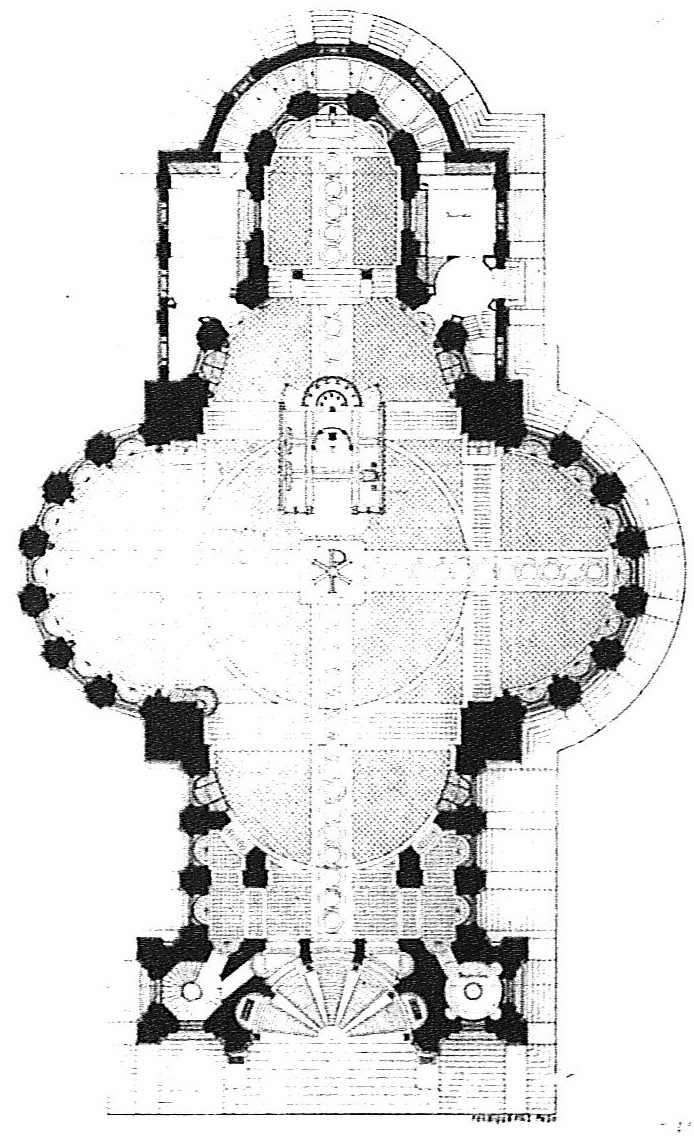
Plan de la basilique.

Construite à l'instigation du cardinal Benoît Langénieux, alors archevêque de Reims, cette basilique est destinée à être celle des saints et saintes de France. Il sollicite pour cela tous les diocèses, qui offrent des reliques des saints ayant marqué l'histoire de France. Celles-ci sont déposées dans la crypte où sont regroupés plus de cent-vingt reliquaires et plus de deux mille reliques.
La basilique Sainte-Clotilde peut se visiter deux mois dans l'année (juillet et août) tous les dimanches de 15 heures à 17 heures, et lors des Journées du patrimoine le dimanche de 14 heures à 18 heures, grâce à l'association des Amis du reliquaire des saints de France.
La basilique Sainte-Clotilde est l'un des lieux de célébration du quinzième centenaire du baptême de Clovis en 1996, en présence du pape Jean-Paul II.
Le 18 avril 2012, la basilique est endommagée par un incendie survenu lors de travaux de réparation de la toiture. Trois cent cinquante mètres carrés de toiture sont détruits par le feu. Le demi-dôme nord est presque entièrement détruit, mais les autres parties du monument et les reliques conservées dans la crypte n'ont pas souffert. Elle rouvre en juillet 2016.

## Galerie

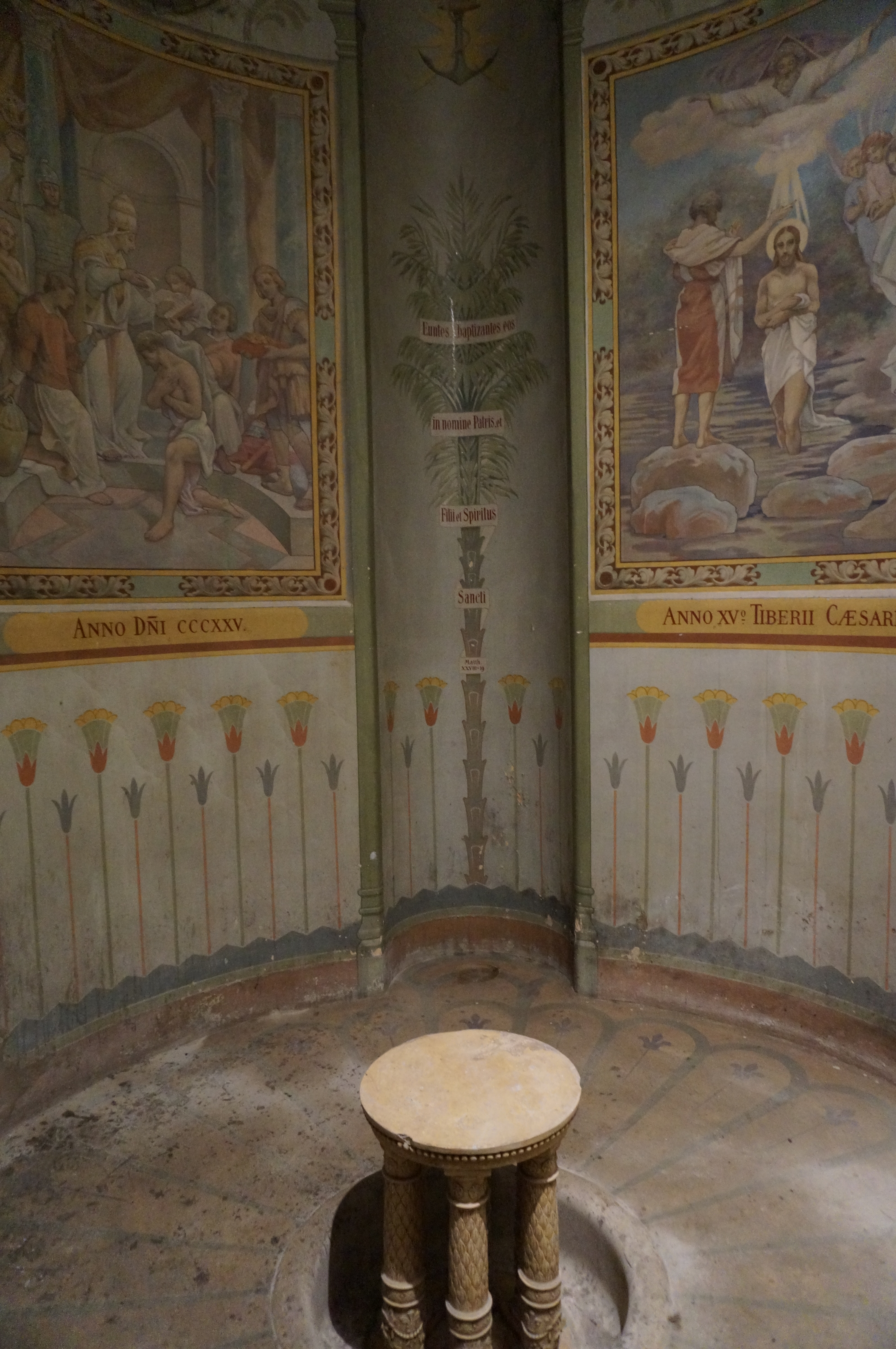
Le baptistère de la basilique.
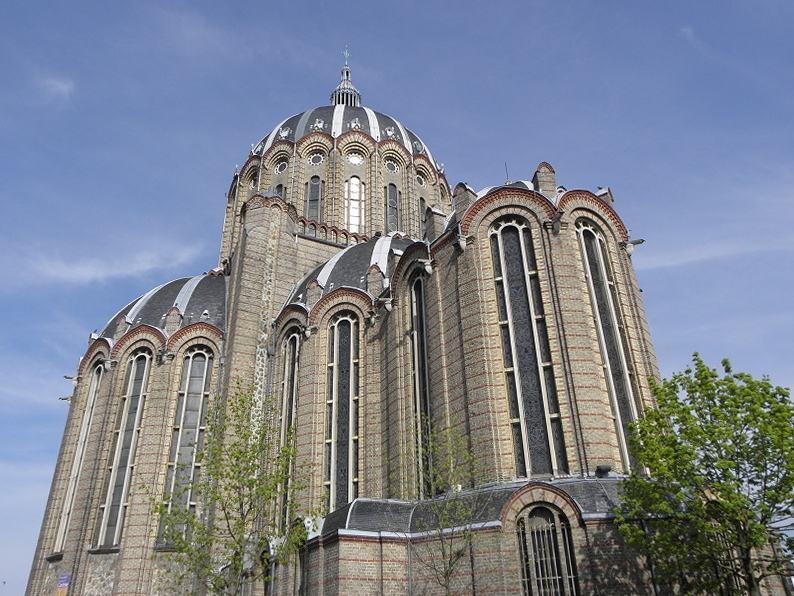
Chevet et flanc droit de la basilique.
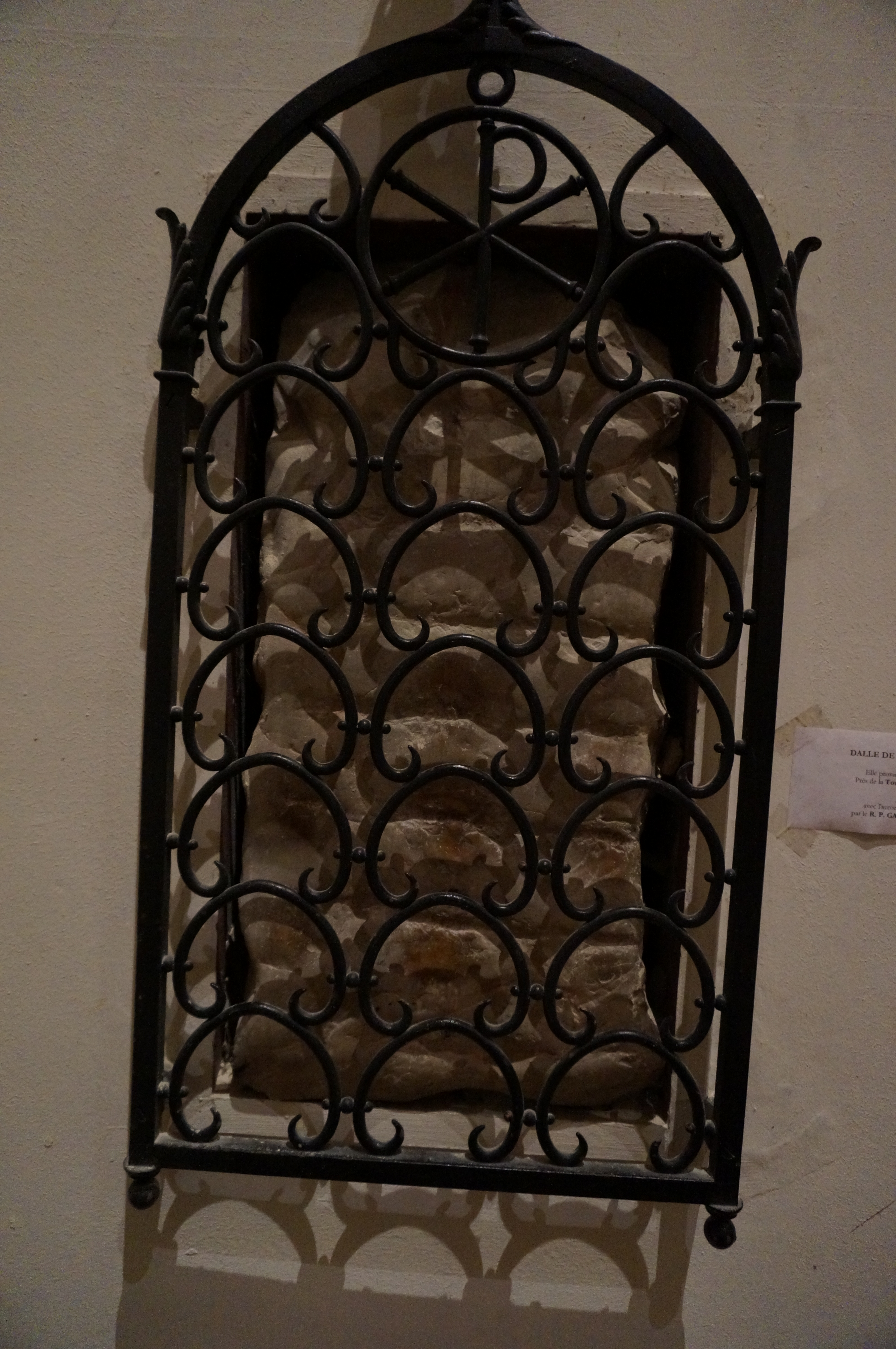
Pierre de la Via Dolorosa.
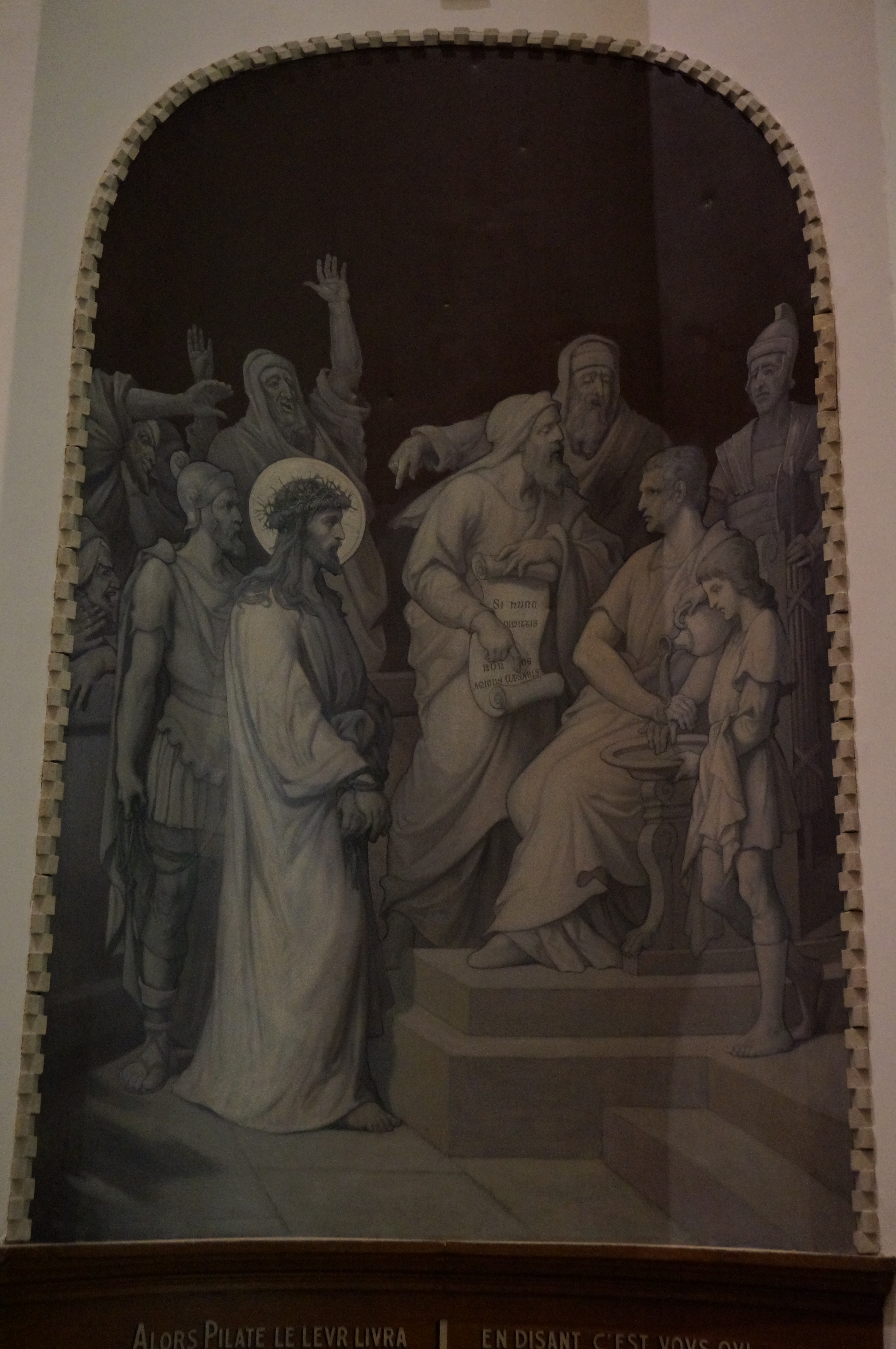
Chemin de croix de la basilique par Eugène Auger.
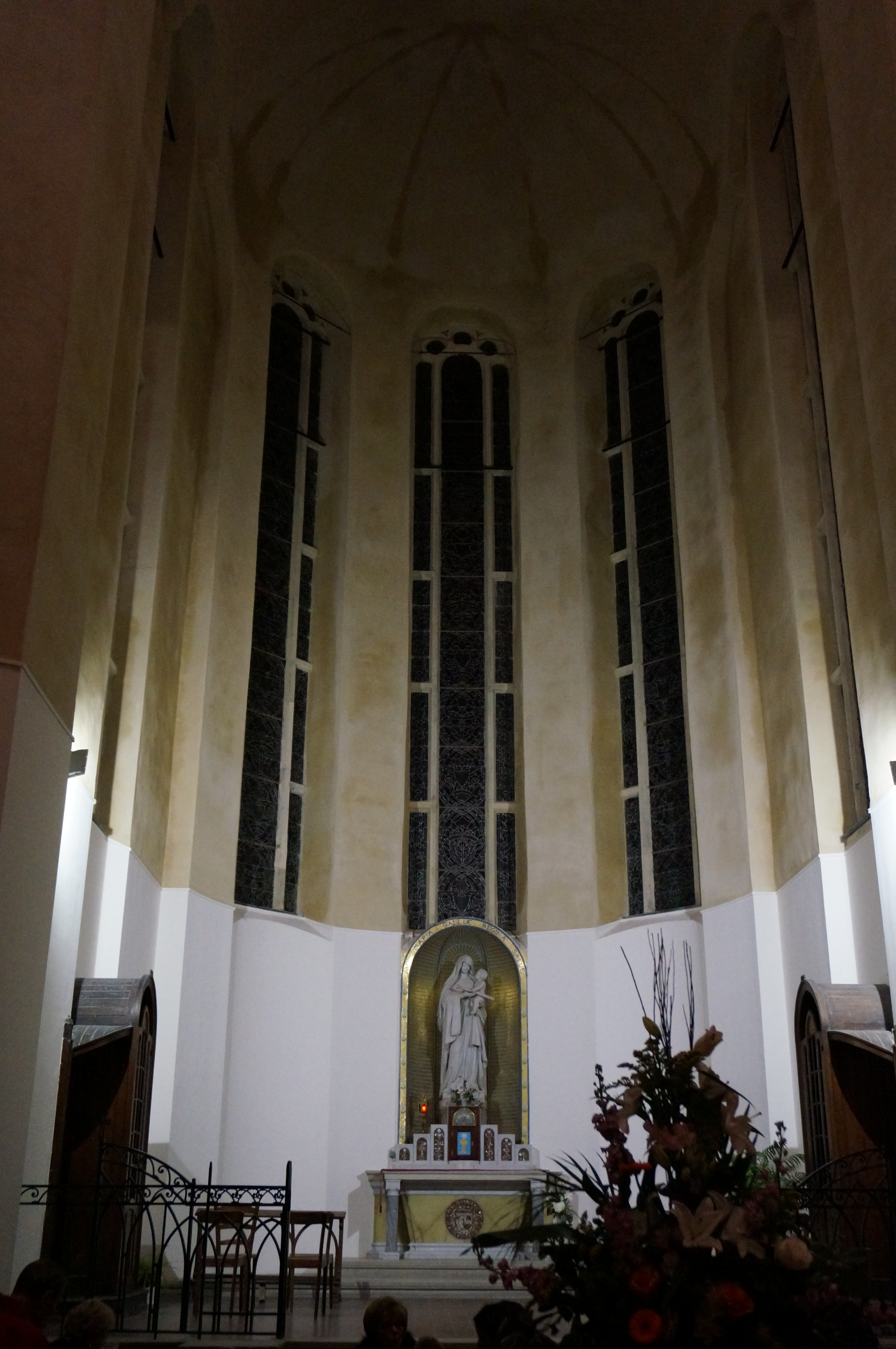
L'autel.
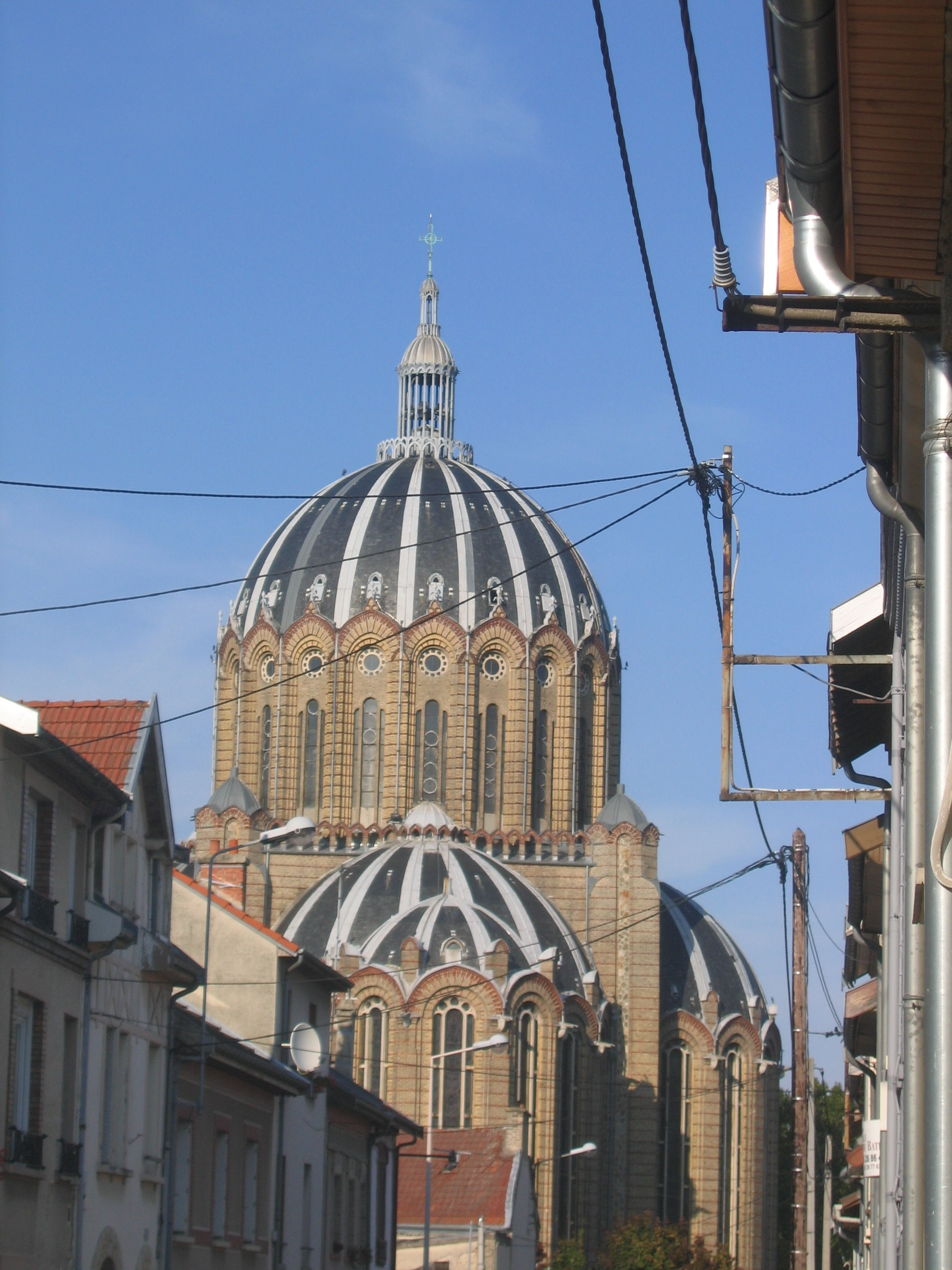
La basilique vue d'une rue du quartier Sainte-Anne.

## Abords de la basilique Sainte-Clotilde
L'accès de la basilique Sainte-Clotilde se fait par l'avenue Sainte-Clotilde. À proximité de la basilique, le square rue de Verzy, d'une superficie de 4 430 m2, est aménagé en 1980. Il est constitué d'une clairière centrale entourée de grands arbres. Il comporte deux aires de jeux destinés aux enfants, une table de ping-pong, un terrain de boules et une aire canine avec un point d'eau. Le parc est accessible par l'avenue Sainte-Clotilde et par la rue de Verzy.